# 贴苞灯心草
贴苞灯心草（学名：Juncus triglumis）为灯心草科灯心草属的植物。分布在中亚、瑞典、日本、俄罗斯西伯利亚、克什米尔地区、锡金以及中国大陆的河北、西藏、山西、云南、四川、新疆等地，生长于海拔600米至4,500米的地区，常生长在山坡及河旁，目前尚未由人工引种栽培。